# Tioéter
Em química orgânica, tioéteres são  compostos com estrutura e características químicas semelhantes aos  éteres, diferenciado-se na composição molecular pela substituição do oxigênio pelo enxofre.
O prefixo TIO indica a substituição de um oxigênio por um enxofre. A nomenclatura é semelhante a dos éteres correspondentes trocando-se a terminação ÓXI por TIO.
Nomenclatura IUPAC: Nome do grupo + tio